# Lasianthus harmandianus
Lasianthus harmandianus är en måreväxtart som beskrevs av Jean Baptiste Louis Pierre och Charles-Joseph Marie Pitard. Lasianthus harmandianus ingår i släktet Lasianthus och familjen måreväxter.
Artens utbredningsområde är Laos. Inga underarter finns listade i Catalogue of Life.